# Diadora

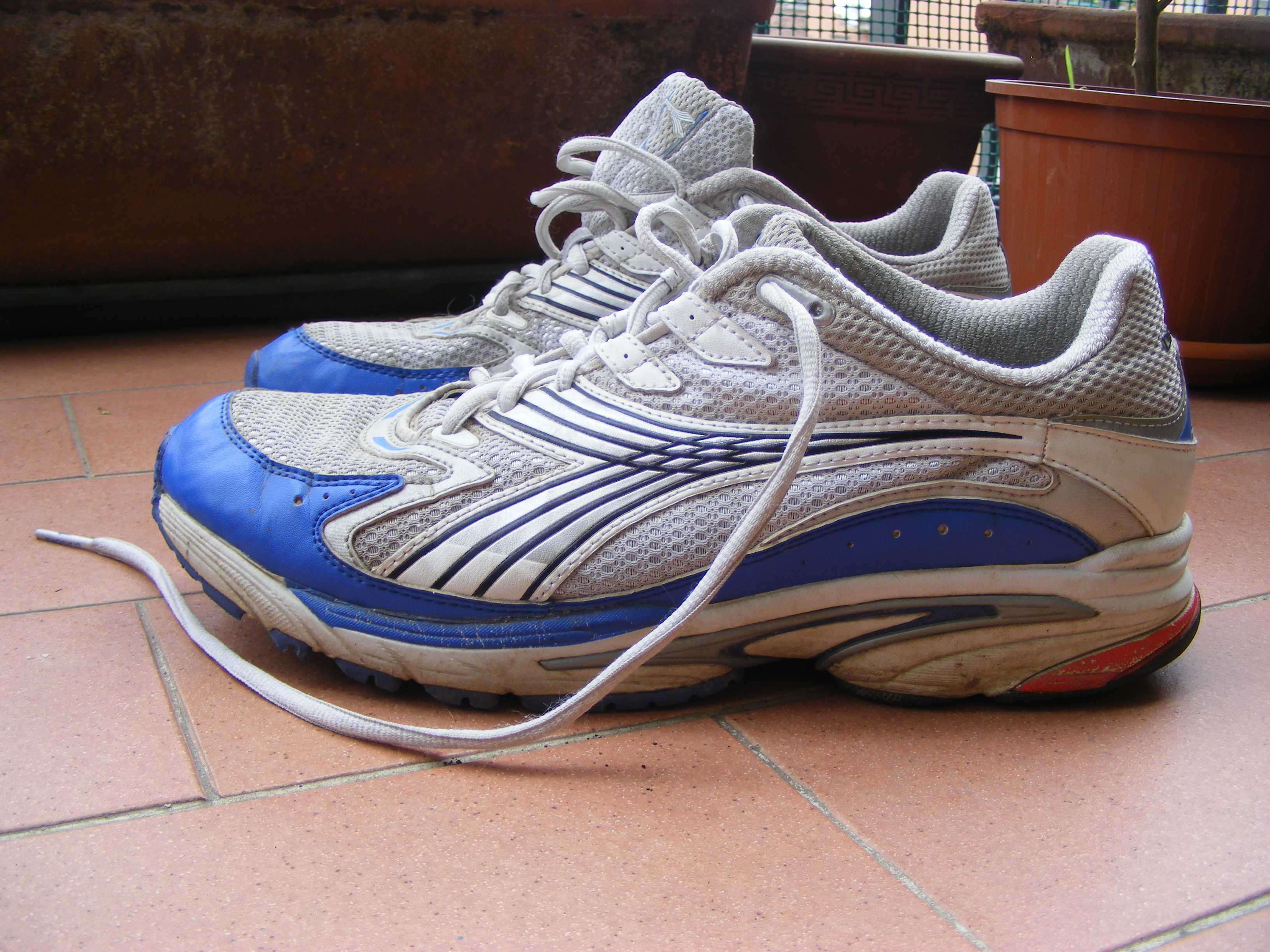
Diadora Mythos Axeler, 2009

Diadora este o companie italiană care comercializează diverse articole sportive și vestimentare, pentru fotbal, tenis, alergat, ciclism, rugby, atletism, etc.
Diadora a sponsorizat sportivi precum George Weah, Roberto Baggio, Giuseppe Signori, Francesco Totti, Roy Keane și Antonio Cassano și echipele de fotbal NK Dinamo Zagreb, Aston Villa, Sheffield Wednesday F.C., Maccabi Netanya, Beitar Ierusalim, Dinamo București și Universitatea Cluj.